# کورتنی کلمن
کورتنی کلمن (انگلیسی: Courtney Coleman؛ زادهٔ ۱۳ آوریل ۱۹۸۱) بازیکن بسکتبال اهل ایالات متحده آمریکا است.